# Numicia dorsalis
Numicia dorsalis är en insektsart som beskrevs av Jacobi 1917. Numicia dorsalis ingår i släktet Numicia och familjen Tropiduchidae. Inga underarter finns listade i Catalogue of Life.